# داكونا (كولورادو)
داكونا (بالإنجليزية: Dacono)‏ هي مدينة تقع في مقاطعة ويلد بولاية كولورادو في الولايات المتحدة. تبلغ مساحتها 7.1 (كم²)، وترتفع عن سطح البحر 1533 م، بلغ عدد سكانها 3015 نسمة في عام 2000 حسب إحصاء مكتب تعداد الولايات المتحدة وتصل الكثافة السكانية فيها 424.6 نسمة/كم2.

## وصلات خارجية
- City of Dacono